# أوتشيبو إنفيريوري
أوتشيبو إنفيريوري؛ هي بلدية في مقاطعة بييلا وتوجد في منطقة بيدمونت الإيطالية ، وتحديداً على بعد حوالي 80 كيلومتر (50 ميل) شمال شرق تورينو.
تقع أوتشيبو إنفيريوري على حدود البلديات الاتية : بييلا، كامبورزانو، مونغراندو، أوكشييبو سوبروريور، بونديرانو.

## روابط خارجية
- الموقع الرسمي